# La muerte de Alcestis
La muerte de Alcestis es un cuadro de la pintora Angelica Kauffmann, realizado en 1790, que se encuentra en el Vorarlberger Landesmuseum de Bregenz, Austria.

## El tema

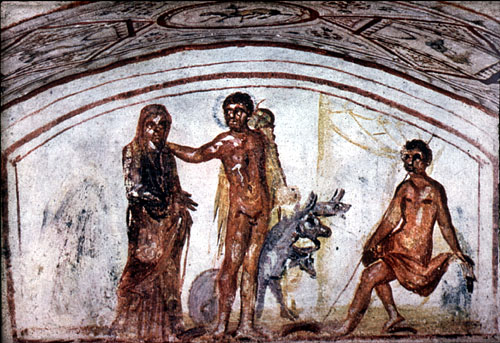
Alcestis con Heracles y Cerbero, pintura mural en las catacumbas cristianas de la Vía Latina,.

Admeto, rey de Feras, solicitó la mano de Alcestis, hija de Pelias. Este, para librarse de los numerosos pretendientes, declaró que le daría su hija a Admeto solo si iba a su corte en un carro tirado por leones y jabalíes. Admeto logró hacer esto con la ayuda de Apolo. Sin embargo, Apolo pidió a cambio la vida de Admeto o de alguien que pudiera ofrecerla por él. Tras pedir separadamente a su madre y a su padre –ya ancianos– que hicieran este sacrificio por él, Alcestis misma se ofreció para salvar a su marido y murió. Poco después, Admeto recibió a Heracles en su casa y le contó lo ocurrido. Heracles, compungido, bajó al Hades y trajo de vuelta a Alcestis.
El tema, prestado para el arte paleocristiano, fue usado en algunos de sus episodios (como Alcestis con Heracles y Cerbero, pintura mural en las catacumbas cristianas de la Vía Latina, siglo IV) al representar el rescate de la muerte, enseñanza fundamental del cristianismo.

## Descripción de la obra
La obra representa el momento en el que Alcestis entrega su vida, rodeada de sus familiares y amigos, impresionados por su sacrificio.

## Obras homónimas
La muerte de Alcestis también es el nombre de dos cuadros diferentes del pintor francés Jean-François Pierre Peyron.